# Гросфатер
Гросфатер — немецкий танец. Своё название получил от упоминания «дедушки» в припеве.
Обычно гросфатер состоял из двух частей — медленной, в музыкальном размере 3/4, и быстрой, в размере 2/4.

## История
Гросфатер появился в XVII веке. Этот танец часто считают народным, но существует мнение, что в реальности автором является Карл Готлиб Геринг. Несколько веков гросфатер танцевали в конце свадебной церемонии. В таких обстоятельствах танец называли Kehraus, то есть «выметающий» (гостей со свадьбы). Гросфатер стал ассоциироваться с бракосочетанием настолько тесно, что когда в 1825 году Луи Шпор создавал музыку («фестивальный марш») для свадьбы принцессы Мари Гессенской с её будущим мужем герцогом, от него потребовали включения гросфатера в произведение.
Как бальный танец был распространён в XVIII веке.
В Россию гросфатер привёз из-за границы и ввёл при своем дворе Пётр Великий.

«Вдруг раздались из залы звуки гросфатера, и стали вставать из-за стола». — Л. Н. Толстой «Детство»

## Гросфатер в музыке
Гросфатер в своих музыкальных сочинениях использовали Роберт Шуман (дважды: в «Бабочках» и в «Карнавале) и Пётр Ильич Чайковский (в «Щелкунчике», возможно, как дань уважения Шуману, большим ценителем которого он был).